# Rhadinaea godmani
Rhadinaea godmani este o specie de șerpi din genul Rhadinaea, familia Colubridae, descrisă de Günther 1865.

## Subspecii
Această specie cuprinde următoarele subspecii:
- R. g. godmani
- R. g. zilchi